# Йон Гнарр
Йон Гнарр Крістінсон (нар. 2 січня 1967, Рейк'явік) — ісландський актор, комік, політик і мер Рейк'явіка з 15 червня 2010—2014 роки.

## Біографія
Народився в сім'ї поліцейського сталіністських поглядів, який брав його з собою на партійні зібрання.
Навчився писати лише в 14 років і кинув школу, не закінчивши її. Працював медбратом у психіатричній лікарні, робітником на заводі Вольво у Швеції, таксистом, і басистом у панк-групі. Цікавився ідеями анархізму, дао та Монті Пайтоном.
У 2006 році була опублікована його книга «Індіанець, або вигадана біографія» (ісл. Indjáninn. Skálduð ævisaga).
На хвилі розчарування суспільного політичною системою після кризи 2008 року створив сатиричну «Найкращу партію» (Besti flokkurinn), яка складалася з рок-музикантів, старих панків, лівих художників та молодих ентузіастів. Партія у своїй програмі обіцяла рятувати білих ведмедів з дрейфуючих крижин, відкрити в недобудованому міському аеропорту найпівнічніший у світі Діснейленд з безкоштовним входом для безробітних, ввести безкоштовні рушники в усіх басейнах і насадити пальми на набережній, ввезти в країну євреїв, «щоб в Ісландії нарешті з'явився хоча б хтось, хто розуміє будь-що в економіці». Водночас заявляла, що «Ми можемо собі дозволити обіцяти більше за інші партії, оскільки чесно попереджаємо, що порушимо кожну свою передвиборну обіцянку», адже «ми працювали все життя і просто хочемо чотири роки відпочивати з хорошою зарплатою». На виборах мера Рейк'явіка 29 травня 2010 року, на які  Йон Гнарр ішов із гаслом «Більше панку, менше пекла!», він переміг з 34,7% голосів.
Після виборів коаліція «Найкращої партії» з соціал-демократами реструктурувала в інтересах пересічних городян комунальні служби, забезпечила наповнення міського бюджету податками, значно збільшила кількість велодоріжок та завдяки інструментам електронної демократії полегшила громадянам вплив на прийняття рішень. 
У 2010 році, на відкритті гей-параду Йон Гнарр з'явився переодягненим у яскраву жіночу сукню. На Гнаррі була білява перука та яскравочервона помада. На сцені мер заявив, що «сам мер не зміг прийти». На гей-параді 2012 року Йон проїхав столицею Ісландії у яскравій сукні та кольоровій пасамонтані — таким чином він висловив свою підтримку ув'язненим дівчатам з гурту Pussy Riot.
Після закінчення терміну повноважень пішов із політики.